# Nadia Nadim
Nadia Nadim (Herat, 2 gennaio 1988) è una calciatrice afghana naturalizzata danese, attaccante del Milan e della nazionale danese.

## Biografia
Nadia Nadim è nata e cresciuta a Herat, città dell'Afghanistan. Nel 2000, dopo che il padre Rabani, generale dell'esercito afgano, fu sequestrato e assassinato nel deserto dai talebani, la sua famiglia decise di lasciare l'Afghanistan, passando per il Pakistan e poi per l'Italia, stabilendosi in Danimarca.
Una volta diventata maggiorenne, Nadim ha preso la cittadinanza danese.
Parla fluentemente sette lingue e nel 2022 ha conseguito la laurea in Medicina, con specializzazione in chirurgia ricostruttiva.

## Carriera

### Club
Iniziò a giocare a calcio sin dal suo arrivo in Danimarca e a 16 anni fu ingaggiata dall'Aalborg. Successivamente passò al Viborg prima e allo Skovbakken dopo. Nel 2012 è stata ingaggiata dal Fortuna Hjørring, con cui ha vinto la Eliteserien nella stagione 2013-2014 e con cui ha avuto la possibilità di partecipare alla UEFA Women's Champions League.
Nel 2014 Nadia Nadim è andata in prestito allo Sky Blue per disputare la National Women's Soccer League (NWSL). Successivamente, lo Sky Blue ha rinnovato il prestito anche per la stagione 2015. Nelle due stagioni successive ha giocato per il Portland Thorns FC.
Il 28 settembre 2017 ha lasciato il Portland Thorns per tornare a giocare in Europa tra le file del Manchester City.

### Nazionale
Diventata maggiorenne e presa la cittadinanza danese, Nadia Nadim non ha potuto subito entrare a far parte della nazionale danese a causa di un blocco imposto dalla FIFA, che richiedeva almeno cinque anni di residenza dopo i 18 anni. La federazione danese (DBU) si appellò a questa norma portando il dipartimento legale della FIFA a fare un'eccezione per Nadia Nadim e consentirle di entrare nella nazionale danese.
Convocata per la prima volta in occasione dell'edizione 2009 dell'Algarve Cup, Nadim viene impiegata in tutti i quattro incontri del torneo, debuttando il 4 marzo nella sconfitta per 2-0 con gli Stati Uniti, andando a segno cinque giorni più tardi, aprendo al 36' le marcature nella vittoria per 2-0 con l'Islanda e conquistando infine il terzo posto battendo la Germania per 1-0.
Da allora viene convocata con regolarità, disputando tre campionati europei, conquistando il secondo posto nell'edizione dei Paesi Bassi 2017, e tutte le edizioni successive dell'Algarve Cup, ottenendo nuovamente un terzo posto nel 2017.
Raggiunge la quota di 100 presenze in nazionale il 24 giugno 2022, in occasione dell'amichevole vinta 2-1 sul Brasile.

## Palmarès

### Club
- Campionato danese: 1

Fortuna Hjørring: 2013-2014
- Coppa di Danimarca: 1

Skovbakken: 2009
- Campionato francese: 1

Paris Saint-Germain: 2020-2021
- Coppa di Svezia: 1

Hammarby: 2024-2025